# Rzeczne
Rzeczne (biał. Рачныя; ros. Речные) – wieś na Białorusi, w obwodzie witebskim, w rejonie dokszyckim, w sielsowiecie Tumiłowicze.
Dawniej używana nazwa – Recznie.

## Historia
W czasach zaborów w gminie Tumiłowicze, w powiecie borysowskim, w guberni mińskiej Imperium Rosyjskiego.
W dwudziestoleciu międzywojennym wieś i zaścianek leżały w Polsce, w województwie wileńskim, w powiecie duniłowickim, od 1926 w powiecie dziśnieńskim, w gminie Tumiłowicze, a następnie w gminie Dokszyce.
Według Powszechnego Spisu Ludności z 1921 roku zamieszkiwało:
- zaścianek  – 34 osoby, 6 było wyznania rzymskokatolickiego a 24 prawosławnego. Jednocześnie wszyscy mieszkańcy zadeklarowali białoruską przynależność narodową. Było tu 6 budynków mieszkalnych[3]. W 1931 w 7 domach zamieszkiwało 31 osób[4].
- wieś – 320 osób, 6 było wyznania rzymskokatolickiego, 303 prawosławnego, 6 mojżeszowego a 5 mahometańskiego. Jednocześnie 11 mieszkańców zadeklarowało polską przynależność narodową, 308 białoruską a 1 inną. Były tu 53 budynki mieszkalne[3]. W 1931 w 62 domach zamieszkiwało 312 osób[4].

Wierni należeli do parafii rzymskokatolickiej w Dokszycach i prawosławnej w Tumiłowiczach. Miejscowość podlegała pod Sąd Grodzki w Dokszycach i Okręgowy w Wilnie; właściwy urząd pocztowy mieścił się w Tumiłowiczach.
Po agresji ZSRR na Polskę w 1939 roku wieś znalazła się w granicach BSRR. W latach 1941–1944 była pod okupacją niemiecką. Następnie leżała w BSRR. Od 1991 roku w Republice Białorusi.